# Cattedrale di Lucciana

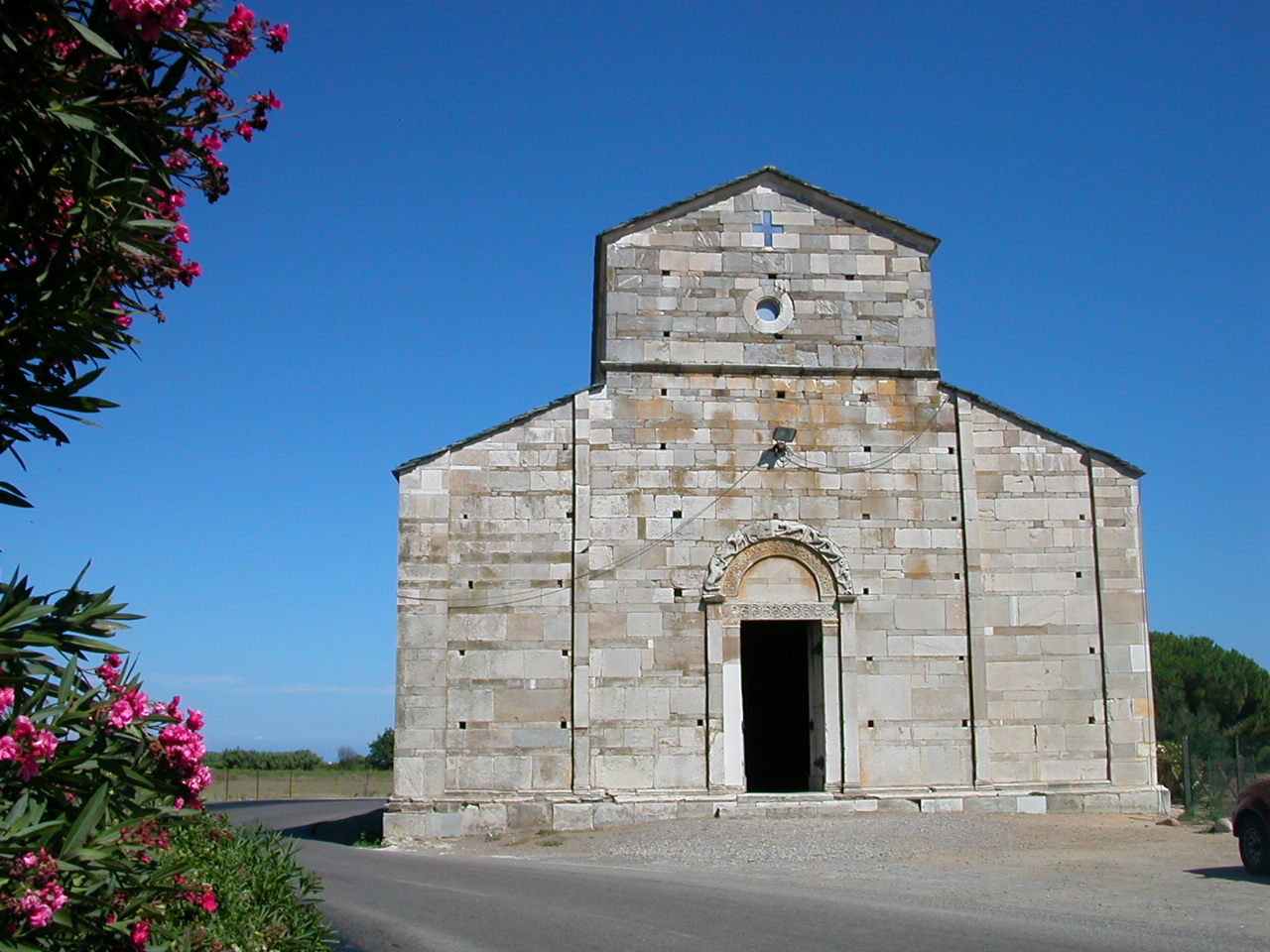
Facciata della Canonica

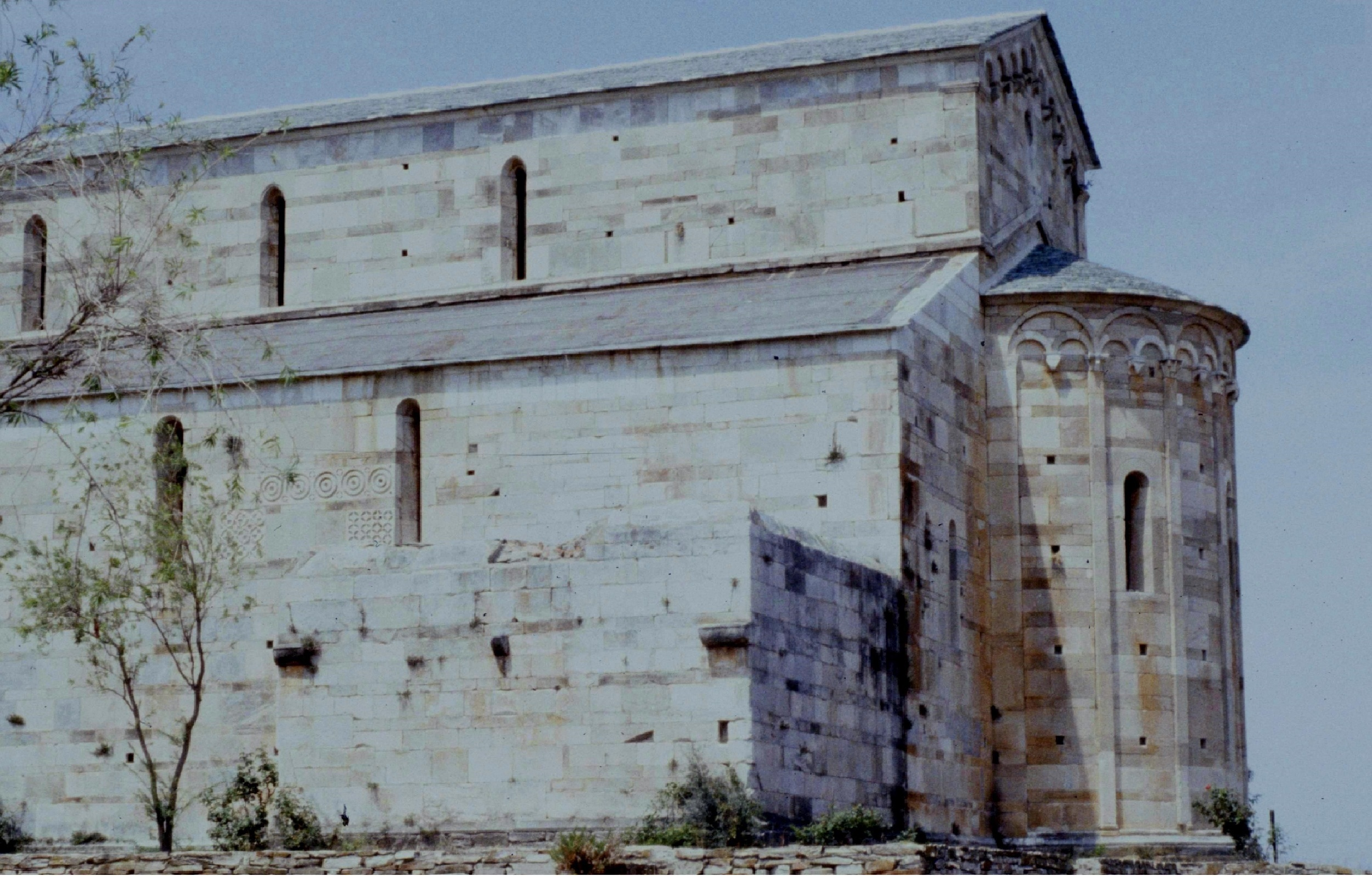
Abside

L'ex cattedrale di Santa Maria Assunta detta La Canonica (in corso Cattedrala di Santa Maria Assunta o A Canonica, in francese Cathédrale Sainte-Marie-de-l'Assomption de Lucciana o Eglise de la Canonica) è un edificio religioso situato a Lucciana, comune francese della Corsica. 
Dal 1886 è stato dichiarata monumento storico dallo stato francese.

## Storia
La chiesa fu costruita nell'anno 1119. Questo edificio presenta diverse analogie, oltre che con la vicina san Parteo, con un gruppo di chiese della Lucchesia, comprendenti fra le altre il San Pietro e Paolo di Valdottavo a Borgo a Mozzano, la Chiesa di Santa Maria in Piazza di Brancoli a Lucca e due chiese dell'Anglona nel nordest della Sardegna: San Nicola di Silanos a Sedini (ante 1122) e San Giovanni a Viddalba
Le chiese succitate hanno in comune il fatto che sono a tre navate, la presenza delle buche pontaie a vista nel paramento murario, le monofore allungate e fortemente strombate, i pilastri al posto delle colonne e la presenza degli oculi in facciata.